# 宮崎十三八
宮崎 十三八（みやざき とみはち、1925年（大正14年）7月8日 - 1996年（平成8年）5月11日）は、日本の郷土史家。福島県会津若松市生まれ。旧制新潟高等学校文科卒業。会津若松市商工観光部長。会津史学会会長、顧問。会津史談会相談役。

## 経歴
1993（平成5）年に出された「教育委員会表彰推せん調書」によれば次の通り。
福島県若松市融通寺町（現在の本町）に生れ、市立第四（城西）小学校・県立会津中学校を経て、旧制官立新潟高等学校文科卒業。県立安積高校教員の後、昭和二十六年若松市役所に奉職。三十三年間勤務。商工観光課長のとき、天守閣再建担当。社会教育課長、文化福祉センター初代所長、商工観光部長。五十九年三月定年退職。この頃から、会津史学会事務局長、平成元年から同会長、本年（平成5）同顧問。この他現在、会津史談会相談役、会津弔霊義会評議員、県立博物館運営委員、同友の会副会長。

## 著書
- 『私の城下町 会津若松』国書刊行会　1985
- 『少年白虎隊 絵物語 戊辰戦争に散った少年たちの物語』歴史春秋出版　1987
- 『会津地名・人名散歩』歴史春秋出版　1989
- 『会津人の書く戊辰戦争』恒文社　1993
- 『会津の史的な風景』歴史春秋出版　1993
- 『手作り会津史』歴史春秋出版　1995
- 『会津の観音巡礼』恒文社　1996
- 『会津の古寺巡礼』恒文社　1996

## 共編著
- 『遥かなるゴールドヒル 若松コロニーの跡をたずねて』編　おけい墓参団　1980
- 『会津戊辰戦争史料集』編　新人物往来社　1991
- 『物語・妻たちの会津戦争』編　新人物往来社　1991
- 『保科正之のすべて』編　新人物往来社　1992
- 『幕末維新人名事典』安岡昭男共編　新人物往来社　1994